# Anatolij Krutikow
Anatolij Fiodorowicz Krutikow (ros. Анатолий Фёдорович Крутиков, ur. 21 września 1933 w Slepuszkinie, zm. 8 listopada 2019) – rosyjski piłkarz grający na pozycji obrońcy. W swojej karierze rozegrał 9 meczów w reprezentacji Związku Radzieckiego.

## Kariera klubowa
Swoją karierę piłkarską Krutikow rozpoczął w klubie Chimik Moskwa. Występował w nim w latach 1952–1953. W 1954 roku odszedł do CDSA Moskwa. W tamtym roku zadebiutował w CDSA w radzieckiej ekstraklasie. W klubie tym grał do końca 1958 roku, a na początku 1959 przeszedł do Spartaka Moskwa. W 1962 roku wywalczył ze Spartakiem swój jedyny w karierze tytuł mistrza Związku Radzieckiego. Z kolei w latach 1963 i 1965 zdobył z nim Puchar Związku Radzieckiego. W 1969 roku zakończył swoją karierę sportową.
| Sezon | Klub           | Kraj | Rozgrywki     | Mecze | Bramki |
| ----- | -------------- | ---- | ------------- | ----- | ------ |
| 1952  | Chimik Moskwa  | ZSRR | Perwaja Liga  | ?     | ?      |
| 1953  | Chimik Moskwa  | ZSRR | Perwaja Liga  | 6     | 5      |
| 1954  | CDSA Moskwa    | ZSRR | Wysszaja Liga | 1     | 0      |
| 1955  | CDSA Moskwa    | ZSRR | Wysszaja Liga | 0     | 0      |
| 1956  | CDSA Moskwa    | ZSRR | Wysszaja Liga | 11    | 0      |
| 1957  | CSK MO Moskwa  | ZSRR | Wysszaja Liga | 1     | 0      |
| 1958  | CSK MO Moskwa  | ZSRR | Wysszaja Liga | 23    | 0      |
| 1959  | Spartak Moskwa | ZSRR | Wysszaja Liga | 18    | 0      |
| 1960  | Spartak Moskwa | ZSRR | Wysszaja Liga | 22    | 0      |
| 1961  | Spartak Moskwa | ZSRR | Wysszaja Liga | 30    | 1      |
| 1962  | Spartak Moskwa | ZSRR | Wysszaja Liga | 32    | 3      |
| 1963  | Spartak Moskwa | ZSRR | Wysszaja Liga | 34    | 1      |
| 1964  | Spartak Moskwa | ZSRR | Wysszaja Liga | 26    | 0      |
| 1965  | Spartak Moskwa | ZSRR | Wysszaja Liga | 22    | 0      |
| 1966  | Spartak Moskwa | ZSRR | Wysszaja Liga | 22    | 2      |
| 1967  | Spartak Moskwa | ZSRR | Wysszaja Liga | 29    | 1      |
| 1968  | Spartak Moskwa | ZSRR | Wysszaja Liga | 34    | 1      |

## Kariera reprezentacyjna
W reprezentacji Związku Radzieckiego Krutikow zadebiutował 13 października 1959 roku w wygranym 1:0 towarzyskim meczu z Chinami. W 1960 roku był w kadrze ZSRR na Euro 60. Wywalczył mistrzostwo Europy, a jego dorobek na tym turnieju to dwa mecze: półfinał z Czechosłowacją (3:0) i finał z Jugosławią. Od 1959 do 1964 roku rozegrał w kadrze narodowej 9 meczów.
| Mecze i gole w reprezentacji | Mecze i gole w reprezentacji | Mecze i gole w reprezentacji | Mecze i gole w reprezentacji | Mecze i gole w reprezentacji | Mecze i gole w reprezentacji | Mecze i gole w reprezentacji |
| #                            | Data                         | Stadion                      | Rywal                        | Wynik                        | Gol                          | Rozgrywki                    |
| 1959                         | 1959                         | 1959                         | 1959                         | 1959                         | 1959                         | 1959                         |
| ---------------------------- | ---------------------------- | ---------------------------- | ---------------------------- | ---------------------------- | ---------------------------- | ---------------------------- |
| 1.                           | 13.10.1959                   | Pekin, Chiny                 | Chiny                        | 1:0                          | 0                            | towarzyski                   |
| 1960                         |                              |                              |                              |                              |                              |                              |
| 2.                           | 19.05.1960                   | Moskwa, ZSRR                 | Polska                       | 7:1                          | 0                            | towarzyski                   |
| 3.                           | 06.07.1960                   | Marsylia, Francja            | Czechosłowacja               | 3:0                          | 0                            | ME 1960                      |
| 4.                           | 10.07.1960                   | Paryż, Francja               | Jugosławia                   | 2:1                          | 0                            | ME 1960                      |
| 1963                         |                              |                              |                              |                              |                              |                              |
| 5.                           | 22.05.1963                   | Moskwa, ZSRR                 | Szwecja                      | 0:1                          | 0                            | towarzyski                   |
| 6.                           | 22.09.1963                   | Moskwa, ZSRR                 | Węgry                        | 1:1                          | 0                            | towarzyski                   |
| 7.                           | 13.10.1963                   | Moskwa, ZSRR                 | Włochy                       | 2:0                          | 0                            | el. ME 1964                  |
| 8.                           | 10.11.1963                   | Rzym, Włochy                 | Włochy                       | 1:1                          | 0                            | el. ME 1964                  |
| 1964                         |                              |                              |                              |                              |                              |                              |
| 9.                           | 04.11.1964                   | Angers, Francja              | Algieria                     | 2:2                          | 0                            | towarzyski                   |

Został pochowany na Cmentarzu Nikoło-Archangielskim pod Moskwą.